# Cyathea propinqua
Cyathea propinqua är en ormbunkeart som beskrevs av Georg Heinrich Mettenius. Cyathea propinqua ingår i släktet Cyathea och familjen Cyatheaceae. Inga underarter finns listade.